# Marulla da Verona
Marulla da Verona (... – 1326) è stata Signora di Caristo nella Grecia franca nel 1318-1326.
Era figlia di Bonifacio da Verona, signore di Caristo, triarca di Negroponte e grande signore del Ducato di Atene. Si sposò nel 1313 con Alfonso Fadrique, figlio illegittimo del re Federico III di Sicilia. Per il suo matrimonio, le furono concessi in dote i castelli di Caristo, Larmena, Lamia e Gardiki nel Ducato di Atene. Lasciò che suo fratello usasse il castello di Larmena nel 1324, ma lo riottenne alla sua morte.
Dal matrimonio con Alfonso Fadrique ebbe sette figli:
- Pietro Fadrique (?- prima del 1355), succedette al padre Signore di Salona, Loidoriki e di Egina e conte di Malta e Gozo. Perse tutto, nel 1350.
- Giacomo Fadrique (?- 1365/1366), nel 1355, successe al fratello come conte di Malta e Gozo, mentre gli altri domini facevano parte del ducato di Atene e Neopatria. Rientrò in possesso dell'isola di Egina, nel 1362. Giacomo fu vicario generale del ducato di Atene e Neopatria, tra il 1356 e il 1359. Da Giulia Barozzi ebbe un figlio:
  - Luigi Fadrique (?- 1381/1382), successe al padre come conte di Malta e Gozo, conte di Salona e altre località. Nel 1379, rientrò in possesso dell'isola di Egina. Fu vicario generale del ducato di Atene e Neopatria tra il 1375 e il 1381; riportò l'ordine nel ducato, contrastando anche Neri Acciaiuoli I, signore di Tebe. Aveva sposato Elena Cantacuzena, nipote dell'imperatore di Bisanzio, Giovanni VI, che gli aveva dato una figlia:
    - Maria Fadrique ( 1370-1394), successe al padre come contessa di Salona. Fu catturata dagli ottomani e data al sultano Bayezid I come consorte, morendo in prigionia a Edirne.
- Giovanni Fadrique (?- 1362/1366), Signore di Egina e Salamina dal 1350 al 1362
- Bonifacio Fadrique (?- 1375/1376), successe al padre come Triarca dell'isola di Eubea (la parte sud), che vendette a Venezia, nel 1365, per 6.000 ducati. Succedette al fratello, Giovanni come Signore di Egina. Nel 1368 divenne cittadino di Venezia. Sposò una nobile veneziana, Lucia Barozzi, che gli diede tre figli:
  - Costanza Fadrique (?- dopo il 1380), che sposò un militare inglese, Ugo Calverley.
  - Giovanni Fadrique (?- dopo il 1381), che, nel 1381, divenne Signore di Egina
  - Pietro Fadrique (?- dopo il 1379), Signore di Egina, dal 1375. morì in prigione in Aragona, in quanto sostenitore di Maria di Sicilia contro Pietro IV di Aragona
- Guglielmo Fadrique, signore di Stiris
- Simona Fadrique (?- dopo il 1358), sposò Giorgio II Ghisi, Triarca dell'isola di Eubea, portando in dote la città di Tebe
- Giovanna Fadrique